# Aspidopleura
Aspidopleura is een geslacht van vliesvleugeligen uit de familie Eupelmidae. De wetenschappelijke naam van dit geslacht is voor het eerst geldig gepubliceerd in 2009 door Gibson.

## Soorten
Het geslacht Aspidopleura is monotypisch en omvat slechts de volgende soort:
- Aspidopleura baltica Gibson, 2009